# Atze Musiktheater

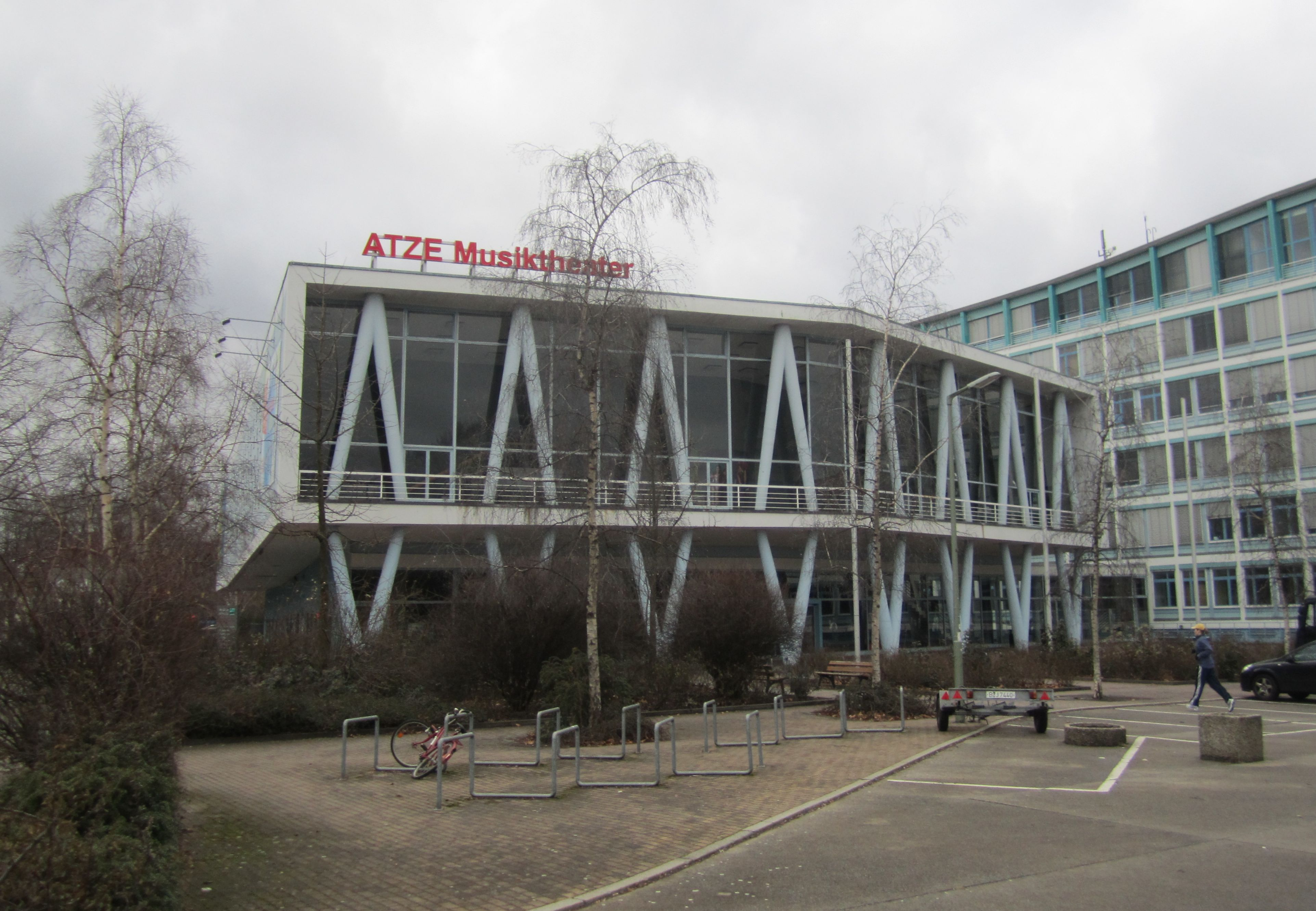
Atze Musiktheater

Das Atze Musiktheater ist ein Musiktheater für Kinder in Berlin. 1985 als Rockband für Kinder mit Aufführungen in einer Hinterhausbühne in Kreuzberg gegründet hat sich Atze über die Jahre zu einem großen Kindertheater mit eigener Spielstätte im ehemaligen Max-Beckmann-Saal, zuvor Audimax der angrenzenden damaligen Beuth-Hochschule, in Wedding entwickelt. Das Haus verfügt über zwei Bühnen. Der große Theatersaal fasst 480 Zuschauer, die Studiobühne 150 Zuschauer. Das Wort Atze bedeutet im Berlinerischen großer Bruder oder bester Freund und steht für den Anspruch, Kinder an die Hand zu nehmen, ihnen etwas über das Leben zu erzählen und ihnen vor allem den Rücken zu stärken.
Hauptzielgruppe sind Familien und Schulklassen mit Kindern im Alter von vier bis zwölf Jahren. Die Inszenierung Bach – das Leben eines Musikers wurde mit dem Ikarus 2006 als „herausragende Berliner Theaterinszenierung für Kinder und Jugendliche“ ausgezeichnet und richtet sich auch an Jugendliche und Erwachsene. Den Kern des Programms bilden Bühnenadaptionen von Kinderbuch-Klassikern wie Ronja Räubertochter oder Das doppelte Lottchen, Inszenierungen bekannter Märchen wie Frau Holle oder Bremer Stadtmusikanten oder Hans im Glück sowie Theaterfassungen moderner Kinderbücher wie Rico, Oskar und die Tieferschatten oder Die besten Beerdigungen der Welt. Eigene Produktionen nach Textbüchern von Theaterleiter Thomas Sutter wie Spaghettihochzeit (Premiere im Oktober 2013) runden das Angebot ab.
Pro Jahr werden die Aufführungen im Berliner Atze Musiktheater von ca. 90.000 Zuschauern besucht. Bei deutschlandweiten Tournee-Gastspielen des Theaters im gesamten Bundesgebiet kommen jährlich 25.000 bis 30.000 Zuschauer hinzu.
Mit den aktuellen Inszenierungen Spaghettihochzeit (2013), Das doppelte Lottchen (2014) und Matti und Sami und die drei größten Fehler des Universums (Januar 2015) überarbeitet das Theater sein musikalisches Konzept nochmals grundlegend und verzahnt gesungene und gesprochene Dialoge zu einer neuen Form des musikalischen Dialogs.